# SEAT Toledo
SEAT Toledo a fost introdus în gama SEAT în 1991, în timp ce generația actuală (a treia) a fost introdusă la sfârșitul lui 2004. Abandonând formatul de sedan, a treia generație de Toledo s-a transformat într-un derivat de MSV (Multi Sports Vehicle), creat de Walter da Silva. Această versiune este mai apropriată de un MPV compact prin partea frontală, asemănătoare modelului Altea, capota înaltă și spatele inspirat de modelul Renault Vel Satis. Toledo beneficiază de trei motorizări pe benzină: 1,6 FSI 102CP, 1,8 TFSI 160CP și 2,0 FSI 150CP Tiptronic. Pe motorină gama oferă cinci variante, de la 1,9 TDI 105CP DSG la 2,0 TDI 170CP. Disponibilă la noul motor TDI de 2.0 litri al SEAT Toledo, cutia de viteze secvențială Direct Shift Gearbox (DSG) permite schimbarea treptelor de viteză consecvent și fără întreruprea acțiunii motorului. SEAT a echipat modelul Toledo cu o punte spate multilink avansată, sporind dinamica de manevrare. 2013 New Toledo IV